# Prétomanide
Le prétomanide, est un médicament antituberculeux vendu sous la marque Dovprela.

## Mode d'action
Il appartient à la classe des médicaments nitroimidazole .

## Usage médical
C'est un antibiotique utilisé pour traiter la tuberculose multirésistante affectant les poumons. Il est généralement utilisé avec la bédaquiline et le linézolide . Le médicament  est pris par voie orale .

## Effets secondaires
Les effets secondaires de ce médicament comprennent des lésions nerveuses, de l'acné, des vomissements, des maux de tête, une hypoglycémie, de la diarrhée ou une inflammation du foie. D'autres effets secondaires peuvent inclure une suppression de la moelle osseuse, une neuropathie optique ou un allongement de l'intervalle QT . La sécurité de ce médicament pendant la grossesse n'est pas claire. Il appartient à la classe des médicaments nitroimidazole .

## Histoire
Le médicament a été approuvé pour un usage médical aux États-Unis en 2019 et en Europe en 2020. Il figure sur la liste des médicaments essentiels de l'Organisation mondiale de la santé . Dans les pays en développement, cela coûtait 364 dollars américains pour 6 mois en 2019. Aux États-Unis, ce montant coûte environ 3 800 dollars américains à partir de 2021. Il a été développé par la TB Alliance .